# Elbows Out
Elbows Out (abgespreizte Ellbogen) wird ein attisch-schwarzfiguriger Vasenmaler genannt, tätig um 550/540 – 520 v. Chr. in Athen.
Seinen Notnamen erhielt er auf Grund der stark übertriebenen Gestik und der merkwürdigen Anatomie seiner tanzenden Figuren. Zusammen mit dem Affecter wird er zu den schwarzfigurigen Manieristen gezählt. Er bemalte beispielsweise Randschalen (und zählt somit auch zu den Kleinmeistern) und Halsamphoren. Letztere besaßen eine Spezialform mit einem schweren, eiförmigen Körper. Die Amphoren verzierte er mit mehreren Friesen. Seine Bandschalen erinnern an Tleson und Lydos, bleiben bei der Tierdarstellung jedoch mehr im Rahmen des normal Üblichen. Er bemalte auch ein Lydion, das sehr selten von attischen Töpfern geschaffen wurde. Er zeigte kaum mythologische Szenen, stellte aber gern Liebesszenen dar. Er wird häufig nicht nur mit dem Affecter, sondern auch mit dem Amasis-Maler in Verbindung gebracht, doch darf vor allem die Verbindung zum Amasis-Maler nicht überbewertet werden.